# República de Užice
La República de Užice (a menudo escrito con comillas "República de Užice", serbocroata: Užička Republika, cirílico: Ужичка република) fue un breve territorio yugoslavo liberado organizado como un miniestado militar, que existió en el otoño de 1941 en la Yugoslavia ocupada por los nazis durante la Segunda Guerra Mundial, más concretamente, en la parte occidental de Serbia. Esta república fue creada por el movimiento de resistencia partisano, y su centro administrativo estaba en la ciudad de Užice, que además le daba nombre.

## Historia

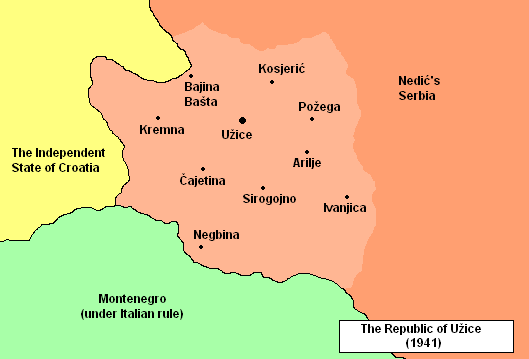
República de Užice y países limítrofes en 1941.

La República de Užice comprendía casi toda Serbia occidental y tenía una población de más de 300.000 personas. Estaba delimitada entre la línea Valjevo-Bajina Bašta por el norte, el río Drina por el oeste, el río Morava Zapadna y la Serbia de Nedic por el este, y la región de Sandžak por el sur. Las principales ciudades incluidas en sus fronteras eran Užice, Bajina Bašta, Požega e Ivanjica.
Su gobierno se compuso de obdors (consejos del pueblo), y los comunistas abrieron escuelas y publicaron un periódico, Borba (que significa "lucha"). Incluso se las arregló para ejecutar un sistema de correos y alrededor de 145 kilómetros de vías férreas, así como el funcionamiento de una fábrica de municiones en un subterráneo.
También se introdujeron los símbolos del comunismo, e incluso se celebró un desfile en el aniversario de la Revolución de octubre, además de organizarse tribunales dirigidos por el Partido Comunista.
En noviembre de 1941, en la llamada primera ofensiva, las tropas alemanas ocuparon de nuevo este territorio, mientras que la mayoría de fuerzas partisanas escapó hacia Bosnia, Sandzak y Montenegro, para reagruparse después en Foča, Bosnia. Tras la entrada de los alemanes en la ciudad, se produjo una fuerte represión, y la mayoría de las fuerzas que resistieron en Užice fueron masacrados por los nazis.

## Miscelánea
La película histórica yugoslava "Užička Republika" (La República de Uzice), de 1974, dirigida por Zivorad (Zika) Mitrovic, trata sobre los acontecimientos que rodearon la breve existencia de la república.